# تيم هال
تيم هال (بالفرنسية: Tim Hall) (15 أبريل 1997 بإيش سوغ ألزيت في لوكسمبورغ - ) هو لاعب كرة قدم لوكسمبورغي في مركز الدفاع. لعب مع ستاندارد لييج.

## وصلات خارجية
- تيم هال على موقع الاتحاد الأوربي (الإنجليزية)
- تيم هال على موقع قاعدة بيانات كرة القدم.إي يو (الإنجليزية)
- تيم هال على موقع بيانات كرة القدم. دي إي (الألمانية)
- تيم هال على موقع ناشيونال فوتبول تيمز (الإنجليزية)
- تيم هال على موقع Soccerway.com (الإنجليزية)